# Мустйыэ (Таллин)
Му́стйыэ (эст. Mustjõe — «Чёрная речка») — микрорайон в районе Хааберсти города Таллина, столицы Эстонии. 

## География
Граничит с микрорайонами Вескиметса и Хааберсти, а также с микрорайоном Мериметса района Пыхья-Таллинн и микрорайоном Лиллекюла района Кристийне. Площадь — 1,79 км².  Плотность населения на 1 января 2023 года — 2064,2 чел/км². 
Через микрорайон протекает ручей Мустйыги, впадающий в Коплиский залив. На территории микрорайона расположена смотровая площадка для наблюдения за птицами.

## Улицы
Основная магистраль, проходящая через микрорайон — Палдиское шоссе. Самые протяжённые улицы: Вескиметса, Мустйыэ и Пийбелехе.
В прибрежной части микрорайона находится недавно построенный променад, связывающий районы Хааберсти и Пыхья-Таллин.

## Население
| Численность населения микрорайона Мустйыэ на 1 января по данным Регистра народонаселения | Численность населения микрорайона Мустйыэ на 1 января по данным Регистра народонаселения | Численность населения микрорайона Мустйыэ на 1 января по данным Регистра народонаселения | Численность населения микрорайона Мустйыэ на 1 января по данным Регистра народонаселения | Численность населения микрорайона Мустйыэ на 1 января по данным Регистра народонаселения | Численность населения микрорайона Мустйыэ на 1 января по данным Регистра народонаселения | Численность населения микрорайона Мустйыэ на 1 января по данным Регистра народонаселения | Численность населения микрорайона Мустйыэ на 1 января по данным Регистра народонаселения |
| 2008                                                                                     | 2010                                                                                     | 2011                                                                                     | 2012                                                                                     | 2013                                                                                     | 2014                                                                                     | 2015                                                                                     | 2016                                                                                     |
| ---------------------------------------------------------------------------------------- | ---------------------------------------------------------------------------------------- | ---------------------------------------------------------------------------------------- | ---------------------------------------------------------------------------------------- | ---------------------------------------------------------------------------------------- | ---------------------------------------------------------------------------------------- | ---------------------------------------------------------------------------------------- | ---------------------------------------------------------------------------------------- |
| 3106                                                                                     | ↘3082                                                                                    | ↗3089                                                                                    | ↗3115                                                                                    | ↗3149                                                                                    | ↗3181                                                                                    | ↘3174                                                                                    | ↗3176                                                                                    |
| 2017                                                                                     | 2018                                                                                     | 2019                                                                                     | 2020                                                                                     | 2021                                                                                     | 2022                                                                                     | 2023                                                                                     |                                                                                          |
| ↘3167                                                                                    | ↗3174                                                                                    | ↗3250                                                                                    | ↗3363                                                                                    | ↗3453                                                                                    | ↗3503                                                                                    | ↗3695                                                                                    |                                                                                          |

## История
Современный микрорайон Мустйыэ упоминается в начале XX века как дачи Шварценбек (старорусс. Шварценбекъ, Дачи). Своё название микрорайон получил по ручью Мустйыги, впадающему в залив Копли. С XVII века там находилась летняя мыза (в 1688 году по имени её владельца называется как нем. Happels Hof). Данная территория была присоединена к Таллину в 1958 году. 

## Основные объекты
- Paldiski mnt 81 — Департамент здоровья[12];
- Paldiski mnt 83 — Мустйыэская гимназия (бывшая Таллинская 45-я средняя школа);
- Sirge tn 2 — общественное учреждение «Союз самоуправлений Харьюмаа»[13].

## Общественный транспорт
В Мустйыэ курсируют городские автобусы маршрутов № 8, 21, 21В, 22, 41, 41В, 42 и 46.

## Галерея
- Микрорайон Мустйыэ
- Департамент здоровья
- Мустйыэская гимназия до реновации, 2017 год
- Променад
- Пешеходный мост на променаде
- Ручей Мустйыги